# Сподня Полскава
Сподня Полскава (словен. Spodnja Polskava) — поселення в общині Словенська Бистриця, Подравський регіон‎, Словенія.